# Жанааул (Костанайская область)
Жанааул (каз. Жаңаауыл) — упразднённое село в Карабалыкском районе Костанайской области Казахстана. Исключено из учётных данных в 2023 году. Входило в состав Новотроицкого сельского округа. Находится примерно в 42 км к северо-западу от районного центра, посёлка Карабалык. Код КАТО — 395049400.

## Население
В 1999 году население села составляло 353 человека (175 мужчин и 178 женщин). По данным переписи 2009 года, в селе проживало 126 человек (61 мужчина и 65 женщин).